# Covfefe
Covfefe (рус. ковфефе) — опечатка Дональда Трампа в его твите, которую он использовал в качестве ответа на тест «Янни или Лорел».

## История опечатки и как она переросла в мем
В Twitter Дональда Трампа в ночь на 31 мая 2017 года появился пост, содержащий слово «covfefe», не существующее в английском языке. Мало того, оно практически никак не переводилось на русский («Несмотря на постоянную негативную реакцию в прессе, covfefe»). Позже глава Белого дома предложил подписчикам самим догадаться о его значении. Однако Urban Dictionary пишет, что словом, которое хотел написать Трамп, было слово «coverage».
Сотрудникам администрации президента США дали послушать небольшой звуковой фрагмент — ставшую популярной в последние дни аудиоиллюзию, где все люди слышат разные имена. Реакцию служащих Белого дома записали на видео. Они должны были решить, что они слышат на записи — «Янни» или «Лорел».
Дочь президента Иванка Трамп и его советник Келлиэнн Конуэй решили, что голос на записи произносит имя Лорел, а пресс-секретарь Белого дома Сара Сандерс и вице-президент США Майкл Пенс рассказали, что слышат имя Янни.
От остальных отличился сам Дональд Трамп.
— Я слышу «ковфефе», — сказал американский лидер, имея в виду эту самую опечатку.